# اورم (بروم ميفع)
'

تعديل مصدري - تعديل

اورم هي إحدى قرى عزلة بروم بمديرية بروم ميفع التابعة لمحافظة حضرموت، بلغ تعداد سكانها 17 نسمة حسب تعداد اليمن لعام 2004.